# Брне Карнарутич
Брне Карнарутич (хорв. Brne Karnarutić; бл. 1515 ‒ 1573) — середньовічний хорватський поет.

## Життєпис
Походив з старовинного патриціанського роду Карнарутичів. Народився близько 1515 року в Задарі, що на той час належав Венеційський республіці. Здобув спочатку домашню освіту, потім латинську міську школу, продовжив навчання в Падуанському університеті, де вивчав право. Приєднавшись до венеціанської армії, він досяг чину капітана хорватської кавалерії (capitaneus equitum Croatorum). У 1537—1540 роках брав участь у війні з Османською імперією.
В періоді між 1546 і 1550 роками він 3 місяці на рік служив суддею-ревізором в Задарі. У 1554 році він став «судовим оратором» (causidicus nobilis, оратором у судових спорах), а до 1570 року також згадувався в документах як радник дожа П'єтро Лоредана.
Помер у Задарі між 2 лютого і 27 липня 1573 року. Поховано у церкві Св. Франа.

## Творчість
Доробок складається з 2 надрукованих посмертно творів: історичного епосу «Vazetje Sigeta grada» («Захоплення міста Сігет», 1584 рік) та романтичного епосу «Izvarsita gliubav i napochom nemila i nesrichna smart Pirema Tisbe sloxena po Barni Charnarutichiu Zadraninu» («Розлучене кохання і, нарешті, немила й нещаслива смерть Пірама й Тісби», 1586 рік). Писав чакавською говіркою.
Перший твір написано 1568 і 1572 роками згідно з «Хронікою про Сігетську битву», облогу та завоювання Сігету, присвячено Юраю IV Зринському, сину Ніколи IV Шубичу-Зринському, герою цієї поеми. У своїй роботі він зберіг об'єктивність історика, не применшує ворогів у війні, при описі битви дається взнаки військовий досвід автора. В поемі поєднано хорватський патріотизм з католицьким миросприйняттям.
Друга поема є переведеним, переробленим і доповненим варіантом 4-ї частини «Метамарфоз» Овідія. Автор присвятив її кардиналу Антуну Вранчичу. Складено в дусі петрарківської поезії.
Також йому приписують вірші «Написано з Мальти» (про облогу Мальти) і «Бог, або взяття Кліси» (про захоплення та повторну втрату Кліси). Хоча написані вони у формах художньої поезії, перший у восьмиметровому, другий у дванадцятиметровому, все ж у них переважає фольклорний тон.